# Institutul de Bioresurse Alimentare
Institutul de Bioresurse Alimentare (IBA) este un institut de cercetări în industria alimentară din România aflat în coordonarea Ministerului Cercetării și Inovării.
IBA București este o instituție extrabugetară, cu venituri obținute integral din:
- Proiecte în programe naționale și internaționale de cercetare - prin competiție
- Proiecte în programe de cercetare prioritare - prin licitație
- Comenzi și contracte de prestări servicii în domeniile sale de activitate (analize de laborator, producție, consultanță etc)

Institutul de Bioresurse Alimentare deține și are atribuțiile următoare:
- este singurul institut de cercetare din România care realizează produse pentru intoleranțe alimentare (proiect Agral);
- deține singurul centru informare și diseminare privind organismele modificate genetic (proiect Biotech);
- are un centru de informare - diseminare pentru nutriție umană (proiect Agral);
- evaluează calitățile fizico-chimice și microbiologice ale resurselor agricole vegetale, precum și a produselor alimentare;
- întocmește studii și efectuează teste privind produsele alimentare dietetice, ecologice și cu destinație specială;
- acordă consultanță și prestează servicii în domenii ale industriei alimentare;
- are un organism tehnic de specialitate în domeniul agriculturii ecologice prin Organismul de certificare produse ecologice - IBACert;